# سباستین اوژیه
سباستین اوژیه (فرانسوی: Sébastien Ogier‎؛ زادهٔ ۱۷ دسامبر ۱۹۸۳) راننده رالی اهل فرانسه است.
از باشگاه‌هایی که در آن بازی کرده‌است می‌توان به تیم رالی جهانی ام-اسپورت اشاره کرد. اوژیه سابقه ۸ قهرمانی (۲۰۱۳، ۲۰۱۴، ۲۰۱۵، ۲۰۱۶، ۲۰۱۷، ۲۰۱۸ ، ۲۰۲۰ ، ۲۰۲۱) در رالی قهرمانی جهان را دارد.